# Kebun Tinggi
Kebun Tinggi is een bestuurslaag in het regentschap Kampar van de provincie Riau, Indonesië. Kebun Tinggi telt 340 inwoners (volkstelling 2010).